# Assimilazione (biologia)
L'assimilazione è un processo mediante il quale le cellule utilizzano gli elementi nutritivi, elaborati attraverso la digestione, l'assorbimento e la circolazione. L'assimilazione è possibile solo per le sostanze non eterogenee al protoplasma vivente.
| Controllo di autorità | GND (DE) 4199389-5 |